# George Washington Jones (Politiker, 1806)

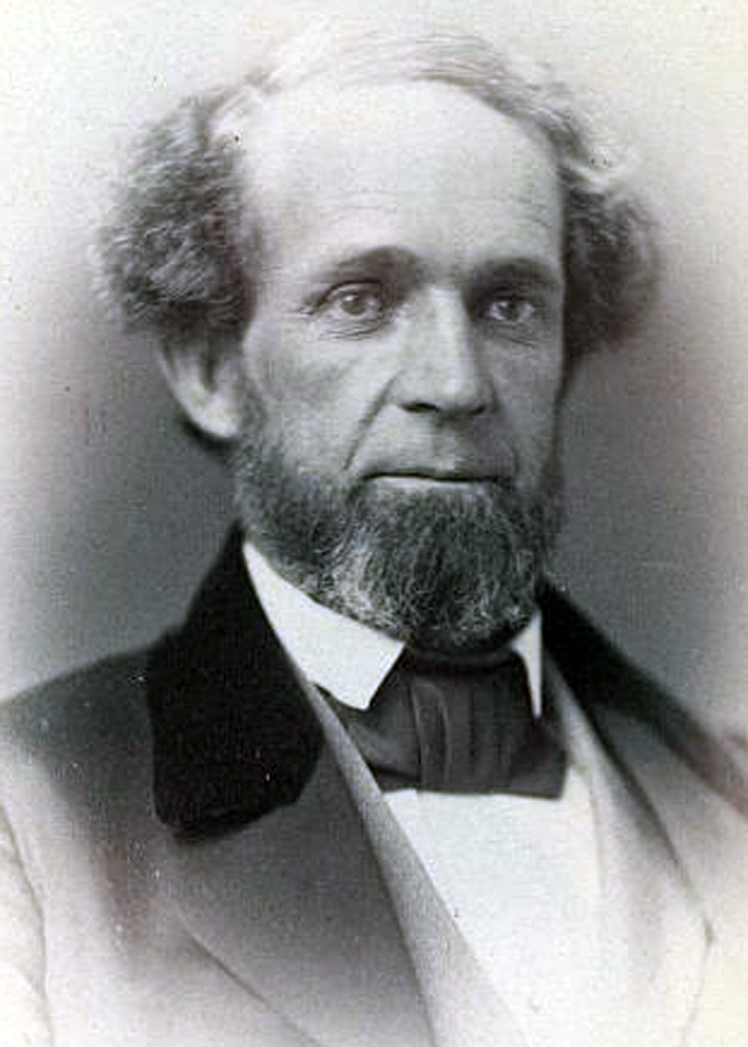
George Washington Jones (1859)

George Washington Jones (* 15. März 1806 im King and Queen County, Virginia; † 14. November 1884 in Fayetteville, Tennessee) war ein US-amerikanischer Politiker. Zwischen 1843 und 1859 vertrat er den Bundesstaat Tennessee im US-Repräsentantenhaus.

## Werdegang
Noch in seiner Jugend kam George Jones mit seinen Eltern nach Fayetteville in Tennessee, wo er die öffentlichen Schulen besuchte. Anschließend erhielt er noch eine akademische Ausbildung. Nach seiner Schulzeit absolvierte er eine Sattlerlehre. Zwischen 1832 und 1835 war Jones Friedensrichter in Fayetteville. Politisch wurde er Mitglied der Demokratischen Partei. Von 1835 bis 1839 war er Abgeordneter im Repräsentantenhaus von Tennessee; danach saß er bis 1841 im Staatssenat. Zwischen 1840 und 1843 war Jones auch Gerichtsdiener am Bezirksgericht im Lincoln County.
Bei den Kongresswahlen des Jahres 1842 wurde er im fünften Wahlbezirk von Tennessee in das US-Repräsentantenhaus in Washington, D.C. gewählt, wo er am 4. März 1843 die Nachfolge von Hopkins L. Turney antrat. Nach sieben Wiederwahlen konnte er bis zum 3. März 1859 acht Legislaturperioden im Kongress absolvieren. Seit 1853 vertrat er als Nachfolger von William Hawkins Polk den sechsten Distrikt seines Staates. In seine Zeit als Kongressabgeordneter fiel der Mexikanisch-Amerikanische Krieg. In den 1850er Jahren wurde die Arbeit des Kongresses durch die Diskussionen und Ereignisse im Vorfeld des Bürgerkrieges geprägt. Von 1849 bis 1853 war Jones Vorsitzender des Committee on Rules; von 1857 bis 1859 leitete er den Ausschuss, der sich mit Straßen und Kanälen befasste.
Im Frühjahr 1861 war er als Delegierter einer Konferenz in Washington vorgesehen, auf der vergeblich versucht wurde, den Ausbruch des Bürgerkrieges zu verhindern. Jones nahm dieses Mandat aber nicht wahr. Zwischen 1862 und 1864 vertrat er den Staat Tennessee im Repräsentantenhaus des ersten Konföderiertenkongresses. Im Jahr 1870 war er Delegierter auf einer Versammlung zur Überarbeitung der Verfassung von Tennessee. Danach zog er sich aus der Politik zurück. Er starb am 14. November 1884 in Fayetteville, wo er auch beigesetzt wurde.